# Invasion of the Bunny Snatchers
Pour plus de détails, voir Fiche technique et Distribution.
Invasion of the Bunny Snatchers est un dessin animé par Greg Ford et Terry Lennon, réalisé en 1991 et paru en 1992, mettant en scène Bugs Bunny.

## Fiche technique
Source utilisée (sauf indication contraire) : IMDb.
- Réalisateurs : Greg Ford, Terry Lennon
- Scénario : Greg Ford, Terry Lennon, Ronnie Scheib
- Producteur : Bill Exter
- Format : 1,37 :1 (cinéma), couleur
- Son : mono
- Durée : 12 minutes
- Langue : anglais
- Genre : comédie de science-fiction
- Distribution : 
  - États-Unis :
  - (Cinéma : 1991)
  - Cartoon Network :  août 1992 (télévision)
  - Nickelodeon Network : 1992 (télévision)
  - Grande-Bretagne :
  - BBC Two : 2016 (télévision)

## Distribution
Voix :
- Jeff Bergman : Bugs, Daffy, Porky, Sam et Elmer.
- Thurl Ravenscroft : Narrateur

## Dessinateurs et animateurs
- Sharon Alsheimer
- Anne Barrett
- Nancy Beiman
- Edy Benjamin
- Eva Bloom
- Alan Bodner
- Maria Bouzakis
- Kevin Brownie
- Susan Burgos
- Russell Calabrese
- Chris Carrington
- Marylin Carrington
- Ed Cerullo
- Amber Chiarito
- Doug Compton
- Constance D'Antuono
- Thomas E. Decker
- Yvonne Eng Moy
- Rose Eng
- Owen Fitzgerald
- Frank Gabriel
- Jennifer Gaston
- Cathy Greenfield
- Larry Grossman
- Edna Jacobs
- Karenia Kaminski
- Pat Keppler
- Cotty Kilbanks
- Ed Klein
- Marc Korn
- Richard Krantz
- Richard Laslo
- Phyllis Littman
- Stella Loguirato
- Deborah Lomax
- Mary Mazzarella
- George McClements
- Roger Mejia
- Kimball Miskoe
- Elizabeth Olivier
- Don Poynter
- Bill Railey
- Aline Ratke
- Nelson Rhodes
- Larry Ruppel
- Juan Sanchez
- Ann Steindecker
- Kenneth Stytzer
- Don Watson
- Michael Wisniewski

## Autour du dessin animé
Ce cartoon a été prévu pour être diffusé au cinéma mais a finalement paru dans une émission télévisée de CBS. Le titre et le sujet sont une parodie du film de science-fiction L'Invasion des profanateurs de sépultures de 1956 (titre original : Invasion of the Body Snatchers).